# Список национальных парков Ганы
На территории Ганы находятся 7 национальных парков. Наиболее известными являются такие национальные парки как Какум (Kakum National Park) и Моле (Mole National Park). Старейший национальный парк в Гане — Какум, основанный в 1933 году. Наиболее большой по площади — Моле, занимающий территорию 4 840 км2.
| № | Название | Оригинальное название     | Краткое описание парка | Изображение |
| - | -------- | ------------------------- | --- | ----------- |
| 1 | Биа      | Bia National Park         | Занимает территорию 77,7 км² у западных границ Ганы. На территории пака Биа зарегистрировано 60 видов млекопитающих и 160 видов птиц.                                                  |             |
| 2 | Буй      | Bui National Park         | Площадь национального парка Буй составляет 1820 км². Он известен крупной популяцией бегемотов, обитающих в Черной Вольте.                                                              |             |
| 3 | Дигья    | Digya National Park       | Основанный в 1971 году, национальный парк Дигья находится на востоке Ганы. Здесь встречаются более 236 видов птиц.                                                                     |             |
| 4 | Какум    | Kakum National Park       | Старейший национальный парк в Гане — Какум — занимает участок джунглей на юге страны. Этот парк знаменит системой подвесных троп, проходящих на высоте 30—40 метров в кронах деревьев. |             |
| 5 | Кьябобо  | Kyabobo National Park     | Кьябобо — самый новый в стране национальный парк, занимающий 360 км2. Здесь находится вторая по высоте гора Ганы — Дзебобо.                                                            |             |
| 6 | Моле     | Mole National Park        | Моле — самый большой национальный парк Ганы, находится на севере страны. В этом заповеднике, занимающем территорию 4 848 км2 зарегистрировано 344 вида птиц.                           |             |
| 7 | Сухиен   | Nini Suhien National Park | Национальный парк Сухиен находится на юго-западе Ганы. Занимаемая территория — 160 км2.                                                                                                |             |